# Bert Weijde
Bert Weijde (Amsterdam, 1932 - Amsterdam, 1986) was een Nederlands schrijver. Gedurende zijn leven werd geen werk van hem gepubliceerd. Na zijn overlijden werd door Frida Vogels een keuze uit zijn nalatenschap gereedgemaakt voor publicatie, onder de titel Onder het ijs. Bert Weijde was ook bevriend met J.J. Voskuil en komt in diens romancyclus Het Bureau voor onder de naam Frans Veen.